# Radiant (La luz en tus ojos)
La luz en tus ojos (en hangul, 눈이 부시게; RR: Nuni Busige) es una serie de televisión surcoreana de 2019, en doce episodios, protagonizada por Han Ji-min, Kim Hye-ja, Nam Joo-hyuk y Son Ho-jun. Se emitió por primera vez en JTBC los lunes y martes a las 21:30 (KST) entre el 11 de febrero y el 19 de marzo de 2019. La serie retrata los problemas de la vida diaria que afronta la gente común, y se centra en particular en el impacto que la enfermedad de Alzheimer tiene en la vida de las personas. Es también uno de los dramas coreanos de más alta valoración en la historia de la televisión por cable.

## Sinopsis
Una mujer se extravió de su época y perdió su 'tiempo'. Un hombre tiene todo el tiempo del mundo. Una anciana manipula el tiempo a su antojo. Todos provienen de diferentes épocas. ¿Qué sucederá con ellos?

## Reparto

### Principal
- Kim Hye-ja como Kim Hye-ja (70 años).
- Han Ji-min como Kim Hye-ja (26 años).
- Nam Joo-hyuk como Lee Joon-ha (26 años).[3]
- Son Ho-jun como Kim Young-soo (Lee Min-soo).

### Secundario

#### Personas cercanas a Hye-ja
- Ahn Nae-sang como Lee Dae-sang.[4]
  - Seo Woo-jin como Lee Dae-sang (de niño).
- Lee Jung-eun como Moon Jung-eun.
- Kim Ga-eun como Lee Hyun-joo.
- Song Sang-eun como Yoon Sang-eun.

#### Personas cercanas a Joon-ha
- Kim Young-ok como la abuela de Joon-ha.

#### Otros personajes
- Kim Hee-won como Kim Hee-won.
- Park Soo-young como Kim Byun-sub.
- Jung Young-sook como Chanel (Choi Hwa-young).
- Kim Kwang-sik como Byung-soo.
- Woo Hyun como Woo Hyun.
- Shim Hee-sub como un médico (ep. #3).

### Apariciones especiales
- Kim Kiri como Park Kwang-soo (ep. 1).[5]
- Hyun Woo como Kwon Jang-ho (ep. 1).[6]
- Kim Byung-man como un intérprete (ep. 5).[7]
- Choi Moo-sung como un vendedor de huevos (ep. 5).[8]
- Im Chang-jung como un estafador (ep. 5).[9]
- Hwang Jung-min como una adivina (ep. 11).[10]
- Yoon Bok-hee  como ella misma (ep. 11).[11]

## Producción
La primera lectura de guion tuvo lugar el 26 de septiembre de 2018 en el Edificio JTBC en Sangam-dong, Seúl, Corea del Sur.

## Banda sonora original

### Part 1
| Released on 2019 de febrero del 11 |                                         |         |          |  |
| N.º                                | Título                                  | Artista | Duración |  |
| 1.                                 | «Always In My Heart» (내 맘속엔 언제나) | Maytree | 3:10     |  |
| 2.                                 | «Always In My Heart» (Inst.)            |         | 3:10     |  |

### Part 2
| Released on 2019 de febrero del 18 |                  |         |          |  |
| N.º                                | Título           | Artista | Duración |  |
| 1.                                 | «Picnic» (소풍)  | Harim   | 3:16     |  |
| 2.                                 | «Pícnic» (Inst.) |         | 3:16     |  |

### Part 3
| Released on 2019 de febrero del 25 |                            |         |          |  |
| N.º                                | Título                     | Artista | Duración |  |
| 1.                                 | «I Just Set It Up»         | Vincent | 3:47     |  |
| 2.                                 | «I Just Set It Up» (Inst.) |         | 3:47     |  |

### Part 4
| Released on 2019 de marzo del 4 |                               |           |          |  |
| N.º                             | Título                        | Artista   | Duración |  |
| 1.                              | «Dazzling Days» (눈부신 날들) | Nam Se-ra | 3:45     |  |
| 2.                              | «Dazzling Days» (Inst.)       |           | 3:45     |  |

### Part 5
| Released on 2019 de marzo del 11 |                       |               |          |  |
| N.º                              | Título                | Artista       | Duración |  |
| 1.                               | «Get Warm» (따스해져) | Jang Duk-chul | 4:00     |  |
| 2.                               | «Get Warm» (Inst.)    |               | 4:00     |  |

### Part 6
| Released on 2019 de marzo del 18 |                 |             |          |  |
| N.º                              | Título          | Artista     | Duración |  |
| 1.                               | «Paint» (물감)  | Kim Yeon-ji | 3:29     |  |
| 2.                               | «Paint» (Inst.) |             | 3:29     |  |

## Audiencia
| Temporada | Temporada | Episodio número | Episodio número | Episodio número | Episodio número | Episodio número | Episodio número | Episodio número | Episodio número | Episodio número | Episodio número | Episodio número | Episodio número | Promedio |
| Temporada | Temporada | 1               | 2               | 3               | 4               | 5               | 6               | 7               | 8               | 9               | 10              | 11              | 12              | Promedio |
| --------- | --------- | --------------- | --------------- | --------------- | --------------- | --------------- | --------------- | --------------- | --------------- | --------------- | --------------- | --------------- | --------------- | -------- |
|           | 1         | 0.736           | 0.832           | 0.977           | 1.212           | 1.365           | 1.460           | 1.235           | 1.918           | 1.716           | 1.727           | 2.006           | 2.223           | 1.451    |

| Episodio | Fecha de emisión      | Índices de audiencia (AGB Nielsen) | Índices de audiencia (AGB Nielsen) |
| Episodio | Fecha de emisión      | Nacional                           | Seúl                               |
| --- | --------------------- | ---------------------------------- | ---------------------------------- |
| 1 | 11 de febrero de 2019 | 3,185 %                            | 3,535 %                            |
| 2 | 12 de febrero de 2019 | 3,188 %                            | 3,722 %                            |
| 3 | 18 de febrero de 2019 | 3,743 %                            | 4,638 %                            |
| 4 | 19 de febrero de 2019 | 5,368 %                            | 6,092 %                            |
| 5 | 25 de febrero de 2019 | 5,834 %                            | 7,536 %                            |
| 6 | 26 de febrero de 2019 | 6,567 %                            | 8,093 %                            |
| 7 | 4 de marzo de 2019    | 5,097 %                            | 6,301 %                            |
| 8 | 5 de marzo de 2019    | 8,447 %                            | 10,831 %                           |
| 9 | 11 de marzo de 2019   | 7,711 %                            | 9,438 %                            |
| 10 | 12 de marzo de 2019   | 7,851 %                            | 9,500 %                            |
| 11 | 18 de marzo de 2019   | 8,546 %                            | 10,669 %                           |
| 12 | 19 de marzo de 2019   | 9,731 %                            | 12,083 %                           |
| Promedio | Promedio              | 6,272 %                            | 7,703 %                            |
| - En azul se representan los índices más bajos, en rojo los más altos. - Las series emitidas por canales de pago alcanzan índices de audiencia relativamente inferiores a las transmitidas por canales abiertos (KBS, SBS, MBC y EBS). |                       |                                    |                                    |

## Premios y reconocimientos
| Año  | Premio                         | Categoría                 | Recipient                 | Resultado | Ref.   |
| ---- | ------------------------------ | ------------------------- | ------------------------- | --------- | ------ |
| 2019 | 55.os Premios Baeksang Arts    | Gran Premio               | Kim Hye-ja                | Ganadora  | [ 15 ] |
| 2019 | 55.os Premios Baeksang Arts    | Mejor serie               | La luz en tus ojos        | Nominada  | [ 15 ] |
| 2019 | 55.os Premios Baeksang Arts    | Mejor director            | Kim Suk-yoon              | Nominado  | [ 15 ] |
| 2019 | 55.os Premios Baeksang Arts    | Mejor actriz              | Kim Hye-ja                | Nominada  | [ 15 ] |
| 2019 | 55.os Premios Baeksang Arts    | Mejor actor secundario    | Son Ho-jun                | Nominado  | [ 15 ] |
| 2019 | 55.os Premios Baeksang Arts    | Mejor actriz secundaria   | Lee Jung-eun              | Ganadora  | [ 15 ] |
| 2019 | 55.os Premios Baeksang Arts    | Mejor guion               | Lee Nam-kyu y Kim Soo-jin | Nominado  | [ 15 ] |
| 2019 | 24.os Premios Asian Television | Mejor serie               | La luz en tus ojos        | Nominada  | [ 16 ] |
| 2019 | 24.os Premios Asian Television | Mejor actriz protagonista | Kim Hye-ja                | Nominada  | [ 16 ] |